# 邁西克 (梅納區)
51°27′40″N 32°10′55″E / 51.46111°N 32.18194°E
邁西克（烏克蘭語：Майське），是烏克蘭北部的村莊，隸屬切爾尼希夫州的科留基夫卡區。該村始建於1924年，面積0.56平方公里，海拔高度115米，2001年人口191，人口密度每平方公里341.1人。